# アルダス
アルダス (Aldus) は、15世紀の出版人アルドゥス・マヌティウス(Aldus Manutius)の名を冠した、出版関連のソフトウェアを開発・販売していたアメリカの企業。アドビシステムズ（現アドビ）に買収され、現在は存在しない。
また、TIFFは、PageMakerをWindows向けに移植する際に同社が開発したものである。

## 主要ソフトウェア
紙媒体出版物のデザイン業務において現在では当たり前の形態となったDTP (DeskTop Publishing) という言葉と概念は、同社の社長ポール・ブレイナードによって、1985年のAldus PageMaker（その後のAdobe PageMaker）のリリースと同時に生み出された造語であった。
またマクロメディアから販売されていたグラフィックソフトウェア「FreeHand」は、当初アルダス社から出ていた。
1994年、ブレイナードはアルダスをアドビシステムズに売却。アドビシステムズはFreeHandの開発・販売権をマクロメディアに売却。PageMakerは7.0を最終版としてアドビから販売された。FreeHandはMXa（バージョン11.01）を最終版としてマクロメディアから販売された。
2005年4月にマクロメディア自体がアドビシステムズに買収され（同年12月3日に買収は完了）、現在、いずれも開発・販売は終了している。

## その他のソフトウェア
- After Effects
- Persuasion - Macintosh用のプレゼンテーションソフト
- SuperPaint - ペイント、ドロー、画像処理の機能を統合したグラフィックソフト
- Photo Styler - フォトレタッチソフト
- Table Editor
- Fetch